# Fontenay, Vosges
Fontenay là một xã, nằm ở tỉnh des Vosges trong vùng Grand Est et membre de la Cộng đồng các xã l'Arentèle-Durbion-Padozel.
Dân địa phương tiếng Pháp gọi là Fontenaysiens.

## Biến động dân số
| Năm | 1962 | 1968 | 1975 | 1982 | 1990 | 1999 |
| --- | ---- | ---- | ---- | ---- | ---- | ---- |
| Dân số | 268  | 268  | 262  | 325  | 375  | 412  |
| From the year 1962 on: No double counting—residents of multiple communes (e.g. students and military personnel) are counted only once. |      |      |      |      |      |      |